# Serie A1 2002-2003 (pallanuoto maschile)
La Serie A1 2002-2003 è stata l'84ª edizione del campionato italiano maschile di pallanuoto.
Il torneo si è svolto dal 4 ottobre 2002 all'8 maggio 2003. La Leonessa Brescia si è imposta sui campioni uscenti della Pro Recco nella gara 5 della finale scudetto, conquistando il primo titolo italiano della sua storia.
Le partecipanti sono state sedici, tra cui il retrocesso Bogliasco, ripescato per la rinuncia del Bologna, e le neopromosse Catania e Nervi. La formula del campionato è stata simile a quella dell'edizione precedente: due fasi preliminari (la prima con due gironi da otto squadre, la seconda con quattro gironi da quattro) seguite da play-off e play-out.

## Squadre partecipanti
| Club              | Città          | Piscina                                  |
| ----------------- | -------------- | ---------------------------------------- |
| Anzio             | Anzio (RM)     | Piscina comunale di Anzio                |
| Bogliasco         | Bogliasco (GE) | Piscina comunale di Bogliasco            |
| Camogli           | Camogli (GE)   | Piscina Giuva Baldini                    |
| Canottieri Napoli | Napoli         | Piscina Felice Scandone                  |
| Catania           | Catania        | Piscina di Nesima                        |
| Chiavari          | Chiavari (GE)  | Piscina Parco del Tigullio (Lavagna, GE) |
| Florentia         | Firenze        | Piscina Goffredo Nannini                 |
| Leonessa          | Brescia        | Piscina PalaSystema                      |
| Nervi             | Genova-Nervi   | Piscina Sciorba                          |
| Ortigia           | Siracusa       | Palasport Concetto Lo Bello              |
| Pescara           | Pescara        | Piscina Le Naiadi                        |
| Posillipo         | Napoli         | Piscina Felice Scandone                  |
| Pro Recco         | Recco (GE)     | Piscina Sciorba (Genova)                 |
| Roma              | Roma           | Complesso natatorio del Foro Italico     |
| Savona            | Savona         | Piscina comunale Olimpica                |
| Telimar Palermo   | Palermo        | Piscina olimpionica comunale             |

## Prima fase

### Girone 1

#### Classifica
|    | Prima fase 2002-03 | Pti | G  | V  | N | P  | GF  | GS  | DR   |
| -- | ------------------ | --- | -- | -- | - | -- | --- | --- | ---- |
| 1. | Pro Recco          | 39  | 14 | 13 | 0 | 1  | 204 | 112 | +92  |
| 2. | Florentia          | 32  | 14 | 10 | 2 | 2  | 173 | 103 | +70  |
| 3. | Savona             | 32  | 14 | 10 | 2 | 2  | 147 | 87  | +60  |
| 4. | Nervi              | 22  | 14 | 7  | 1 | 6  | 145 | 148 | -3   |
| 5. | Pescara            | 18  | 14 | 5  | 3 | 6  | 112 | 119 | -7   |
| 6. | Chiavari           | 12  | 14 | 3  | 3 | 8  | 102 | 128 | -26  |
| 7. | Telimar Palermo    | 7   | 14 | 2  | 1 | 11 | 120 | 154 | -34  |
| 8. | Anzio              | 0   | 14 | 0  | 0 | 14 | 89  | 241 | -152 |
|    |                    |     |    |    |   |    |     |     |      |

### Calendario e risultati
| 05-10-02 | 1ª giornata         | 23-11-02 |
| 14-7     | Telimar - Anzio     | 17-8     |
| 10-7     | Florentia - Pescara | 9-9      |
| 5-5      | Chiavari - Savona   | 3-7      |
| 17-11    | Pro Recco - Nervi   | 18-11    |

| 26-10-02 | 4ª giornata           | 07-12-02 |
| 8-4      | Pro Recco - Florentia | 12-8     |
| 8-9      | Telimar - Savona      | 5-12     |
| 8-8      | Pescara - Nervi       | 6-7      |
| 19-5     | Chiavari - Anzio      | 8-2      |

| 16-11-02 | 7ª giornata         | 21-12-02 |
| 7-5      | Chiavari - Telimar  | 10-10    |
| 2-17     | Anzio - Savona      | 2-18     |
| 11-7     | Florentia - Nervi   | 13-9     |
| 16-11    | Pro Recco - Pescara | 12-7     |

| 12-10-02 | 2ª giornata          | 26-11-02 |
| 11-8     | Nervi - Telimar      | 12-11    |
| 8-23     | Anzio - Pro Recco    | 9-27     |
| 12-6     | Savona - Pescara     | 12-5     |
| 19-6     | Florentia - Chiavari | 11-4     |

| 29-10-02 | 5ª giornata         | 10-12-02 |
| 10-9     | Savona - Pro Recco  | 9-11     |
| 11-8     | Nervi - Chiavari    | 10-7     |
| 13-6     | Florentia - Telimar | 19-6     |
| 6-12     | Anzio - Pescara     | 6-13     |

| 19-10-02 | 3ª giornata          | 30-11-02 |
| 16-8     | Pro Recco - Chiavari | 10-4     |
| 10-21    | Anzio - Florentia    | 7-22     |
| 11-8     | Savona - Nervi       | 13-10    |
| 8-4      | Pescara - Telimar    | 9-8      |

| 01-11-02 | 6ª giornata        | 14-12-02 |
| 18-8     | Nervi - Anzio      | 12-9     |
| 6-6      | Savona - Florentia | 6-7      |
| 8-15     | Telimar - Recco    | 10-14    |
| 7-7      | Pescara - Chiavari | 10-6     |

### Girone 2

#### Classifica
|    | Prima fase 2002-03 | Pti | G  | V  | N | P  | GF  | GS  | DR   |
| -- | ------------------ | --- | -- | -- | - | -- | --- | --- | ---- |
| 1. | Posillipo          | 42  | 14 | 14 | 0 | 0  | 201 | 123 | +78  |
| 2. | Leonessa           | 36  | 14 | 12 | 0 | 2  | 206 | 131 | +75  |
| 3. | Canottieri Napoli  | 24  | 14 | 8  | 0 | 6  | 144 | 132 | +12  |
| 4. | Camogli            | 20  | 14 | 6  | 2 | 6  | 177 | 165 | +12  |
| 5. | Catania            | 19  | 14 | 6  | 1 | 7  | 145 | 149 | -4   |
| 6. | Ortigia            | 16  | 14 | 5  | 1 | 8  | 145 | 159 | -14  |
| 7. | Bogliasco          | 6   | 14 | 2  | 0 | 12 | 129 | 185 | -56  |
| 8. | Roma               | 3   | 14 | 1  | 0 | 13 | 120 | 223 | -103 |
|    |                    |     |    |    |   |    |     |     |      |

### Calendario e risultati
| 05-10-02 | 1ª giornata             | 23-11-02 |
| 17-9     | Posillipo - Catania     | 10-8     |
| 21-8     | Leonessa - Roma         | 25-12    |
| 7-8      | Bogliasco - Can. Napoli | 7-13     |
| 10-10    | Ortigia - Camogli       | 14-11    |

| 26-10-02 | 4ª giornata         | 07-12-02 |
| 15-10    | Can. Napoli - Roma  | 16-10    |
| 5-14     | Ortigia - Leonessa  | 8-13     |
| 14-15    | Camogli - Posillipo | 9-20     |
| 7-12     | Bogliasco - Catania | 9-12     |

| 16-11-02 | 7ª giornata           | 21-12-02 |
| 11-14    | Leonessa - Posillipo  | 7-8      |
| 12-10    | Can. Napoli - Camogli | 8-10     |
| 12-9     | Ortigia - Bogliasco   | 10-12    |
| 8-12     | Roma - Catania        | 8-13     |

| 12-10-02 | 2ª giornata           | 26-11-02 |
| 12-6     | Can. Napoli - Ortigia | 8-12     |
| 7-9      | Catania - Leonessa    | 9-13     |
| 7-15     | Roma - Posillipo      | 6-18     |
| 13-6     | Camogli - Bogliasco   | 13-11    |

| 29-10-02 | 5ª giornata             | 10-12-02 |
| 20-9     | Leonessa - Bogliasco    | 18-7     |
| 11-10    | Catania - Ortigia       | 15-14    |
| 7-20     | Roma - Camogli          | 9-17     |
| 12-7     | Posillipo - Can. Napoli | 9-7      |

| 19-10-02 | 3ª giornata            | 30-11-02 |
| 19-13    | Posillipo - Bogliasco  | 17-8     |
| 14-15    | Catania - Camogli      | 10-10    |
| 10-12    | Roma - Ortigia         | 7-15     |
| 15-9     | Leonessa - Can. Napoli | 11-10    |

| 01-11-02 | 6ª giornata           | 14-12-02 |
| 10-11    | Camogli - Leonessa    | 15-18    |
| 8-9      | Catania - Can. Napoli | 5-10     |
| 16-9     | Posillipo -Ortigia    | 11-8     |
| 17-10    | Bogliasco - Roma      | 7-8      |

## Play-off

### Finale scudetto
- Gara 1

| Genova 25 aprile 2003, ore 21:00 | Pro Recco      | 10 – 12 | Leonessa | Piscina Sciorba\| Arbitri: \| Caputi Rotunno \| |
| Arbitri:                         | Caputi Rotunno |         |          |                                                 |

- Gara 2

| Brescia 29 aprile 2003, ore 21:00 | Leonessa         | 9 – 11 | Pro Recco | Piscina PalaSystema\| Arbitri: \| Clera Petronilli \| |
| Arbitri:                          | Clera Petronilli |        |           |                                                       |

- Gara 3

| Genova 2 maggio 2003, ore 21:00 | Pro Recco     | 11 – 12 | Leonessa | Piscina Sciorba\| Arbitri: \| Bianchi Gomez \| |
| Arbitri:                        | Bianchi Gomez |         |          |                                                |

- Gara 4

| Brescia 6 maggio 2003, ore 21:00 | Leonessa     | 9 – 11 | Pro Recco | Piscina PalaSystema\| Arbitri: \| Caputi Clara \| |
| Arbitri:                         | Caputi Clara |        |           |                                                   |

- Gara 5

| Genova 8 maggio 2003, ore 21:00 | Pro Recco        | 13 – 14 (GG) | Leonessa | Piscina Sciorba\| Arbitri: \| Petronilli Gomez \| |
| Arbitri:                        | Petronilli Gomez |              |          |                                                   |

## Verdetti
- Leonessa Brescia Campione d'Italia
- Roma e Anzio retrocesse in Serie A2